# Otites approximata
Otites approximata är en tvåvingeart som beskrevs av Friedrich Georg Hendel 1911. Otites approximata ingår i släktet Otites och familjen fläckflugor.
Artens utbredningsområde är Algeriet. Inga underarter finns listade i Catalogue of Life.